# أسطول المحيط الهادئ (روسيا)

شعار الأسطول البحري الروسي

أسطول المحيط الهادئ (بالروسية: Тихоокеанский флот) ، هي أسطول بحري عسكري روسي أسست سنة 1731م ، وعاشت الأسطول البحري في ثلاث فترات الحكم وهي : الإمبراطورية القيصرية في روسيا والاتحاد السوفيتي وروسيا الاتحادية ، تمتلك الأسطول نحو 29 سفن حربية و22 غواصة ، كما شاركت أسطول المحيط الهادئ في 4 فترات والتي تشمل الحرب اليابانية الروسية وثورة أكتوبر والحرب الأهلية الروسية والحرب العالمية الثانية.